# Голо Брдо (Брда)
Голо Брдо (словен. Golo Brdo) — мале поселення в общині Брда, Регіон Горишка, Словенія. Висота над рівнем моря: 132,6 м.